# Renato Rezende Neto
Renato de Azevedo Rezende Neto, assina pelo nome artístico Renato Rezende (São Paulo, 8 de Abril de 1964) é um poeta, artista visual, crítico literário, teórico da arte, curador independente, tradutor e editor brasileiro.
Iniciou seus estudos acadêmicos no Instituto de Psicologia da Universidade de São Paulo – USP, e foi diplomado summa cum laude como Bachelor of Arts pela University of Boston – Umass/Boston, em 1989 e tem mestrado e doutorado em Processos Artísticos Contemporâneos pela UERJ.  Foi pesquisador do Programa Avançado de Cultura Contemporânea – PACC – ECO/UFRJ e do Projeto Prossiga do CNPq entre 1997 e 2002. Foi professor visitante e é mestre e doutor em Arte e Cultura Contemporânea no Instituto de Artes da UERJ e pesquisador visitante do Museo Reina Sofia, em Madrid.
É autor de Ímpar (Lamparina, 2005, Prêmio Alphonsus de Guimaraens da Fundação Biblioteca Nacional), Noiva (Azougue, 2008), Coletivos (com Felipe Scovino, 2010), No contemporâneo: arte e escritura expandidas (com Roberto Corrêa dos Santos, 2011), Experiência e arte contemporânea (com Ana Kiffer, 2012), Conversas com curadores e críticos de arte (com Guilherme Bueno, 2013), Poesia e vídeoarte (com Katia Maciel, Bolsa FUNARTE 2012), Poesia brasileira contemporânea – crítica e política (2014), Flávio de Carvalho (com Ana Maria Maia, 2015) e da “Trilogia da Fantasia” (Amarração, Caroço e Auréola), entre outros.
Tem apresentado trabalhos de artes visuais em diferentes suportes em eventos como a Draw drawing London biennale (2006), o festival de poesia de Berlim (com o coletivo GRAP = rap + poesia + grafitti, 2007), o Anarcho Art Lab, em Nova Iorque (2011), e o Urbano Digital, no Parque Lage, Rio de Janeiro (2009). Em 2014 assinou, em parceria com Armando Lôbo, a obra musical Noiva – esboço de uma ópera. Em parceria com Dirk Vollenbroich em 2010 apresentou a intervenção urbana MY HEART IN RIO, no Oi Futuro de Ipanema (curadoria de Alberto Saraiva) e em 2015 S.O.S Poesia, no MAR – Museu de Arte do Rio (curadoria de Paulo Herkenhoff e Clarissa Diniz). Renato Rezende também é tradutor, editor-chefe da editora Circuito e curador.

## Obras

### Poesia
- 1990 - Passagem. São Paulo: João Scortecci
- 1997 - Aura. Rio de Janeiro: 2AB
- 1999 - Asa. Rio de Janeiro: Velocípede
- 2000 - Leaves of Paradise. São Paulo: 100 leitores
- 2001 - Passeio. Rio de Janeiro: Record
- 2005 - Ímpar. Rio de Janeiro: Lamparina
- 2008 - Noiva. Rio de Janeiro: Azougue (reimpressão especial, 2019)

### Romance
- 2011 - Amarração. Rio de Janeiro: Circuito
- 2012 - Caroço. Rio de Janeiro: Azougue
- 2013 - Auréola. Rio de Janeiro: Circuito

### Crítica Literária
- 2010 - Guilherme Zarvos por Renato Rezende. Rio de Janeiro: Eduerj
- 2011 - No contemporâneo: arte e escritura expandidas (com Roberto Corrêa dos Santos). Rio de Janeiro: Circuito
- 2013 - Poesia e videoarte (com Katia Maciel). Rio de Janeiro: Circuito
- 2014 - Poesia brasileira contemporânea – crítica e política. Rio de Janeiro: Azougue

### Teoria da Arte
- 2010 - Coletivos (com Felipe Scovino). Rio de Janeiro: Circuito
- 2012  - Experiência e arte contemporânea (org. com Ana Kiffer e Christophe Bident): Rio de Janeiro: Circuito
- 2013 - Conversas com curadores e críticos de arte (com Guilherme Bueno). Rio de Janeiro: Circuito
- 2015 - Flávio de Carvalho (com Ana Maria Maia). Rio de Janeiro: Azougue
- 2018 - Flávio de Carvalho expedicionário (com Amanda Bonan). Rio de Janeiro: Circuito
- 2020 - Trauma – arte contemporânea brasileira (com Juliana de Moraes Monteiro). Rio de Janeiro: Circuito

### Coleções (trabalho editorial)
- Coleção Circuito (fonte primária sobre manifestações, tendências e práticas artísticas e culturais no Brasil de nossos dias). Editora Circuito
- Coleção Trás-os-mares (com Maria João Cantinho) (prosadores portugueses contemporâneos). Editora Circuito
- Coleção Nomadismos Argentina (com Teresa Arijón, Barbara Belloc e Sergio Cohn) (ensaístas argentinos contemporâneos). Editora Circuito e Azougue Editorial
- Coleção Nomadismos Brasil (com Teresa Arijón e Barbara Belloc) (ensaios de artistas brasileiros). Editora Manantial (Buenos Aires)
- Coleção Nomadismos México (com Teresa Arijón, Barbara Belloc) (ensaístas mexicanos contemporâneos). Editora Circuito
- Coleção Ataque (com Acácio Augusto) (políticas de esquerda militante no Brasil a partir de junho 2013). Editora Circuito
- Coleção Transversões (com Charles Feitosa) (pensamento acadêmico trans-disciplinar)

### Traduções
- 1995 - As duas culturas e uma segunda leitura (C.P. Snow). São Paulo: Edusp
- 2002 - Duveen – o marchand das vaidades (S.N. Behrman). São Paulo: Bei
- 2003 - Caos – terrorismo poético & outros crimes (Hakim Bey). São Paulo: Conrad
- 2003 - Sobre a História e outros ensaios (Michael Oakeshott). Rio de Janeiro: Topbooks
- 2005 - Brasil experimental: arte/vida: proposições e paradoxos (Guy Brett). Rio de Janeiro: Contracapa
- 2005 - Mar de glória – viagem americana de descobrimento (Nathaniel Philbrick). São Paulo: Companhia das Letras
- 2006 - Uma questão de vida e sexo (Oscar Moore). Rio de Janeiro: José Olympio
- 2011 - Museu é o mundo (Hélio Oiticica). Rio de Janeiro: Azougue
- 2012 - La Doce (Gustavo Grabia). São Paulo: Panda
- 2014 - Intervenções críticas (Josefina Ludmer) (com Ariadne Costa). Rio de Janeiro: Circuito
- 2015 - Suturas. Um breviário (Daniel Link). (com Marcelo Reis de Mello). Rio de Janeiro: Circuito
- 2015 - Fala, poesia (Tamara Kamenszain) (com Ariadne Costa e Ana Isabel Borges). Rio de Janeiro, Circuito
- 2016 - The Conspiracy of Modern Art (Luiz Renato Martins). Londres: Brill
- 2017 - Long Roots of Formalism in Brazil (Luiz Renato Martins). Londres: Brill

### Obras publicadas no exterior
- 2013 - Materialismos (Hélio Oiticica) (org. com Teresa Arijón e Barbara Belloc). Buenos Aires: Manantial
- 2013 - El método documental (Ana Cristina Cesar) (org. com Teresa Arijón e Barbara Belloc). Buenos Aires: Manantial
- 2014 - Laura Lima – the fifth floor (org.). MAMBA/Bonnenfantenmuseum
- 2014 - Fecha de elaboración/ fecha de vencimento (Ferreira Gullar) (org. com Teresa Arijón e Barbara Belloc). Buenos Aires: Manantial
- 2016 - Ímpar. (trad. Teresa Arijón). Buenos Aires: Gog y Magog
- 2017 - Línea de tiempo (Helóisa Buarque de Hollanda) (org. com Teresa Arijón e Barbara Belloc). Buenos Aires: Manantial
- 2019 - Hélio Oiticica – experimentar o experimental (org.). Lisboa: Oca

### Curadoria
- 2011 - A dança (Maria Navarro). Rio de Janeiro: Midrash
- 2014 - Artevismo hoje. Rio de Janeiro: A Mesa (experiência 4)
- 2015 - Glossário dos nomes próprios (Alex Cerveny). Rio de Janeiro: Paço Imperial: São Paulo: galeria Triângulo
- 2015 - Ronald Duarte. Rio de Janeiro: galeria Índica
- 2015  - Vênus no espelho (Fernando Codeço). Rio de Janeiro: galeria Índica
- 2016 - Out of shape (com Jari Ortwig). Essen: TOTALE Maschinenhaus 19
- 2016 - Menina de ouro (Claudia Roquette-Pinto). Rio de Janeiro: Marré de si
- 2017 - Cassino (Heleno Bernardi). Rio de Janeiro: IED
- 2017-2018 - Flávio de Carvalho expedicionário (com Amanda Bonan). Brasília e São Paulo: Caixa Cultural

### Arte pública
- 2010 - Eu posso perfeitamente mastigar abelhas vivas. Curadoria de Alberto Saraiva. Rio de Janeiro: Oi Futuro Ipanema
- 2011 - MY HEART IN RIO (com Dirk Vollenbroich). Curadoria de Alberto Saraiva. Rio de Janeiro: Oi Futuro Ipanema
- 2015 - S.O.S. POESIA (com Dirk Vollenbroich). Curadoria de Paulo Herkenhoff e Clarissa Diniz. Rio de Janeiro: MAR – Museu de Arte do Rio

### Filmes
- 2015 - Filme de artista (com Cláudio Oliveira e Roberto Corrêa dos Santos)
- 2016 - Fomos filosofia e poesia... seremos crime? (com Charles Feitosa e Vinicius Nascimento)[5]